# Флаг Волчанского района
Флаг Волчанского района — официальный символ Волчанского района Харьковской области, утвержденный 28 марта 2003 года решением сессии Волчанского районного совета.

## Описание
Флаг представляет собой прямоугольное зеленое полотнище, имеющее соотношение сторон 2:3, а в центре которого расположен герб района и надпись на желтой ленте красными буквами «Волчанский район».
Геральдический щит перетятий, увенчанный изображением шестерни, над которой расположено семь золотых колосьев и обрамлен венком из золотых дубовых листьев. В верхнем зеленом поле помещен золотой рог изобилия и кадуцей, положены косым крестом; в нижнем лазуревом поле (с изогнутой зеленой базой) находится серебряный волк, что бежит.

## Ссылка
- Прапор Вовчанського району (укр.). «Українська геральдика». — Источник: «Україна: герби та прапори» / авт. проекту та упор.: В. Г. Кисляк, О. А. Нескоромний. – Киев: «Парламентське вид-во». 2010. – 456 с.. Дата обращения: 29 апреля 2019.